# Utricularia albocaerulea
Utricularia albocaerulea ist eine Pflanzenart aus der Gattung der Wasserschläuche (Utricularia) innerhalb der Familie der Wasserschlauchgewächse (Lentibulariaceae). Diese fleischfressende Pflanzenart wächst terrestrisch. Dieser Endemit kommt ausschließlich in Indien in den Westghats vor.

## Beschreibung

### Vegetative Merkmale
Utricularia albocaerulea ist eine kleine, vermutlich einjährige, krautige Pflanze. Sie hat nur wenige fadenförmige Rhizoide, die vom Ansatz des Blütenstandsschaftes aus wachsen, am Ansatz bis zu 0,5 Millimeter verdickt sind, sich zur Spitze hin auf rund 0,1 Millimeter verjüngen und 1 bis 2 Zentimeter lang sind. Es gibt nur wenige, verzweigte Ausläufer; sie sind kapillar, rund 0,2 Millimeter dick und mehrere Zentimeter lang.
Laubblätter werden nur wenige gebildet, zumeist während der Blütezeit. Die gestielten Laubblätter entspringen dem Ansatz des Blütenstandsschaftes sowie den Knoten der Ausläufer. Die dreinervige Blattspreite ist bei einer Länge von bis zu 5 Millimetern sowie einer Breite von etwa 1 Millimeter verkehrt-eiförmig mit gerundetem oberen Ende.
Fallen gibt es nur wenige, sie sitzen an den Ausläufern sowie den Blättern, sind rund und haben einen Durchmesser von rund zwei Millimetern. Die Fallenöffnung weist zum Fallenansatz, unter ihr sitzen zwei einfache Anhängsel.

### Generative Merkmale
Die Blütezeit reicht von September bis November. Der aufrechte, einzelne Blütenstandsschaft ist 8 bis 15 Zentimeter lang und bei einem Durchmesser von 0,5 bis 1 Millimetern fadenförmig und kahl. An ihm sitzen wenige, den Tragblättern ähnliche Schuppenblätter. Die Tragblätter sind bis zu 1,5 Millimeter lang, spitz zulaufend und breit eiförmig-dreieckig. Die Vorblätter sind wesentlich kürzer, nur rund 0,15 Millimeter breit und ahlenförmig. Zwei bis fünf Blüten stehen in einem Abstand von bis zu 3 Zentimetern locker in einem traubigen Blütenstand zusammen. Die Blütenstiele stehen während der Anthese aufrecht, sind schmal geflügelt, fadenförmig und bis zu 8 Millimeter lang.
Die duftenden, zwittrigen Blüten sind bei einer Länge von 0,9 bis 1,5 Zentimetern zygomorph und fünfzählig mit doppelter Blütenhülle. Die Kelchblätter sind ungleich gelappt, breit-eiförmig, der obere Lappen ist spitz zulaufend, der untere schmaler und am Ende gespalten-elliptisch. Die blassblauen Kronblätter sind 1,2 bis 1,5 Zentimeter lang. Die weiße Oberlippe ist etwa 4 Millimeter breit und oberhalb eines quadratischen Ansatzes annähernd kreisförmig, ihre seitlichen Ränder zurückgebogen und das obere Ende abgerundet. Die Unterlippe ist liegend elliptisch, bis zu 1,5 Zentimeter breit, am Ansatz gabelig verdickt, mit zurückgebogenen seitlichen Rändern und eingekerbtem Ende, der Schlund ist bewimpert. Der ahlenförmige, spitz zulaufende Sporn ist gerade oder schwach aufgebogen, steht zur Unterlippe in einem Winkel von annähernd 90° und ist rund sechs Millimeter lang. Die Staubbeutel sind gebogen und rund einen Millimeter lang, der Griffel ist kurz, die Oberlippe der Narbe halbkreisförmig, die Unterlippe kürzer. Die Pollen sind drei-, vier- oder fünfcolporat, zwischen 20 und 25 Mikrometer lang und 28 bis 33 Mikrometer breit. Der Fruchtknoten ist eiförmig.
Während der Fruchtzeit biegen sich die Blütenstiele herab, die Kelchblätter vergrößern sich nach der Blüte und sind häutig. Die bei einer Länge von etwa 3 Millimetern breit-elliptische, abgeflachte Kapselfrucht besitzt eine häutige Außenhaut und wird von den Kelchblättern vollständig umschlossen; zur Reife öffnet sie sich längs und gibt viele Samen frei. Die Samen sind eiförmig und 0,3 bis 0,35 Millimeter lang. Die Samenschale (Testa) weist ein Muster aus länglichen, annähernd drei- bis rechteckigen Zellen auf, deren Abgrenzungen stark erhöht sind.

## Verbreitung und Standortbedingungen

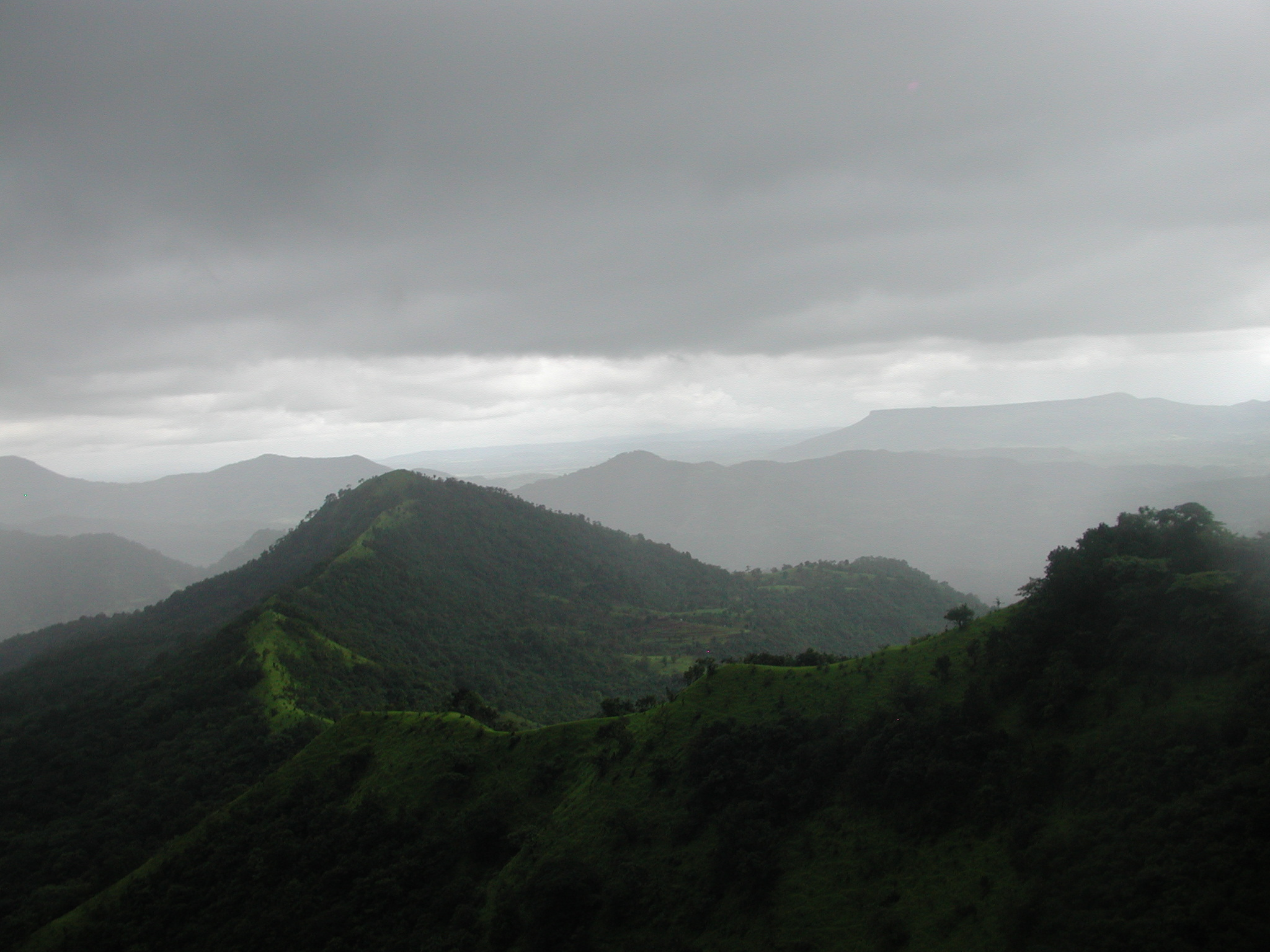
Die Westghats im Monsun

Utricularia albocaerulea kommt ausschließlich in den Westghats vor, einer Gebirgslandschaft im Südwesten des indischen Bundesstaates Maharashtra rund 150 Kilometer südöstlich von Mumbai (ehemals Bombay).
Sie besiedelt feuchte Böden und nasse Felsen auf weitläufigen, flachen Plateaus in niedrigen bis mittleren Höhenlagen. Vegetation findet sich dort ausschließlich zur Monsun-Zeit – zumeist Arten der Familien der Poaceae, Cyperaceae und der Gattung Eriocaulon. In der zweiten, nur vier bis sechs Wochen dauernden Hälfte der Monsunzeit bildet Utricularia albocaerulea gemeinsam mit anderen Wasserschläuchen (Utricularia reticulata, Utricularia purpurascens) außerordentlich große Bestände aus, die sich über mehrere Quadratkilometer hinziehen können. Der gesamte Bestand blüht – bis auf einige Nachzügler am Ende der Saison – synchron; aufgrund der Dichte der Bestände stehen dabei 300 bis 600 Blüten pro Quadratmeter gleichzeitig in Blüte.
Während der Monsunzeit herrschen starke Regenfälle, die die roten bis schwarzen, teilweise sehr sauren (pH 4,5–6,0) Laterit-Böden auswaschen, so dass sich keine Nährstoffe ansammeln können, dazu kommen starke Winde und dichte Nebel. Zum Ende der Monsun-Zeit häufen sich heiße und trockene Phasen, auf den Oberflächen der Felsen können Temperaturen bis über 50 °C vorkommen. In dieser Zeit stirbt die krautige Vegetation auf den Plateaus vollständig ab.

## Systematik
Die Erstbeschreibung von Utricularia albocaerulea erfolgte 1851 durch Nicol Alexander Dalzell in Hooker's Journal of Botany and Kew Garden Miscellany, Band 3, Seite 279. Das Artepitheton albocaerulea bedeutet übersetzt „weiß-blau“ und verweist auf die Farbe der Blüten. Es existieren weder Synonyme noch infraspezifische Taxa.
Die Art Utricularia albocaerulea gehört zur Sektion Oligocista aus der Untergattung Bivalvaria in der Gattung Utricularia.
Utricularia albocaerulea ähnelt stark der ebenfalls in Indien endemischen Utricularia lazulina, zu der Taylor eine enge Verwandtschaft vermutet. Die Arten unterscheiden sich allein in ihrer Samengestalt und der Breite der Unterlippe der Krone. Eng verwandt sind auch die Arten Utricularia purpurascens und Utricularia reticulata.

## Kulturgeschichte
Im indischen Volksmund heißt die Pflanze „Sitáchi A'sre“, zu deutsch „Sita's Tränen“. Dies verweist auf ihren legendären Ursprung: Sita, Gemahlin von Rama, wird von einem Dämon entführt. Nachdem Rama sie befreit hat, zeiht er sie unberechtigterweise der Treulosigkeit, ihre Tränen fallen auf das südliche Konkan und verwandeln sich dort in die blühenden Pflanzen.